# Quai de Bercy
Pour les articles homonymes, voir Bercy.
Le quai de Bercy est un quai situé le long de la Seine, à Paris, dans le 12e arrondissement. Il est prolongé à partir de l'échangeur de l'A4 à Charenton-le-Pont par une voie de circulation du même nom parallèle au quai de Charenton, voie de service VNF et piste cyclable qui longe la Seine de l'autre côté de l'autoroute A 4.

## Itinéraire

### Quai de Bercy à Paris
- Début du quai de Bercy, qui succède au quai de la Rapée, sous le ministère des Finances, toujours en  2x3 voies, et limité à  50 km/h (Rappel), Axe 50(Rappel)
- (de et vers la province) :  Paris-Lyon (Pont de Bercy)
- : Pont de Tolbiac,  Parc Bercy, Palais Omnisports de Paris-Bercy(Accor Arena), Place Félix Éboué, Daumesnil
- :  Bercy-Lumière,  Saint-Émilion
- (vers la province) : Périphérique, Porte de Bercy, Charenton-Le-Pont, -

À la suite de cette sortie, sur 200 mètres, la chaussée comporte alors  deux voies dans le sens Paris vers Province, tandis que dans le sens Province vers Paris, il y a encore  trois voies.
- (vers la province) très rarement ouverte : Vers Périphérique Intérieur (sa dernière ouverture date des JO de Paris 2024, où elle a servie de "voie Paris 2024").

À partir de cet endroit, la chaussée devient une 2x2 voies et reste limitée à  50 km/h, et se dirige ou revient de 
- Tunnel de Bercy (200 mètres) qui passe sous la porte de Bercy. La chaussée est toujours en  2x2 voies et la vitesse reste limitée à  50 km/h.
- Limite 75 et 94.
- Fin du quai de Bercy, qui après le tunnel débouche sur   (sens Paris->Province) et passage en 2x5 voies.

Passage de la vitesse à  90 km/h (sens Paris vers Province) et KM 0 de . Dans le sens Province vers Paris, la vitesse est abaissée à  50 km/h.
- (de et vers Paris) au KM 0,1 de l'A4 : -, Porte de Charenton, Périphérique Nord (Extérieur)
- (de et vers Paris) au KM 0 de l'A4 : (),  vers Rouen, Quai d'Ivry, Périphérique Sud (Intérieur)+  Porte de Bercy

### Quai de Bercy à Charenton
- Rue Escoffier (limite communale de Paris et de Charenton)
- Avenue de la Liberté
- Quai des Carrières

## Situation et accès

### Paris

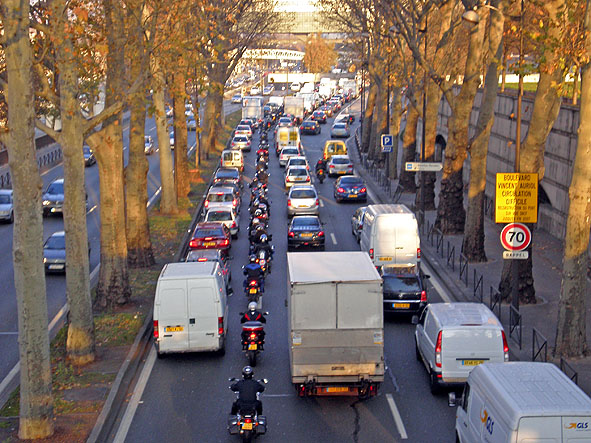
Le quai de Bercy vu de la passerelle Simone de Beauvoir (2007).

Le quai débute avec l'entrée de la Seine dans Paris aux environs du pont National. Il est prolongé en aval, après le pont de Bercy, par le quai de la Rapée. Le quai de Bercy en amont à Charenton est séparé de sa partie parisienne par l'échangeur autoroutier de la porte de Bercy.
Il surplombe le port de Bercy.
Du côté opposé au port, le quai est longé d'aval en amont par le palais omnisports de Paris-Bercy, le parc de Bercy, l'arrière du complexe cinématographique UGC Cité ciné Bercy élément de Bercy Village, l'immeuble Lumière et la Gare de La Rapée.
Il est desservi par les lignes de métro 6 et 14 à la station Bercy, par la ligne 14 à la station Cour Saint-Émilion et par la ligne T3a du tramway à la station Baron Le Roy.

### Charenton
Le quai longe l'autoroute A 4 du côté opposé à la Seine entre la rue Escoffier et le quai des Carrières qui le prolonge jusqu'au pont de Charenton.

## Origine du nom
Il porte le nom de la commune de Bercy du fait qu'il est un axe important de l'ancien village.

## Historique
Ce quai  est à l'emplacement du chemin en bord de Seine où était entreposé le bois de construction et de chauffage de Paris acheminé par flottage en provenance du Morvan.
Le quai était également nommé quai de la Rapée avant l'établissement de l'Enceinte des Fermiers généraux qui fixe la limite de Paris en 1790 au-delà de la barrière de la Râpée.
Au XVIIIe siècle, le chemin était situé à l'arrière des parcs de propriétés de plaisance situées pour la plupart sur la rue de Bercy. Certaines étaient proches du fleuve, les plus notables étant le Pâté Pâris et le Petit château de Bercy.

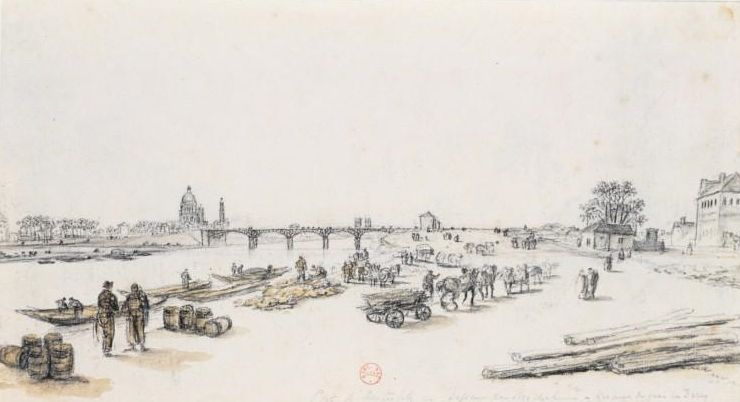
Port de Bercy, Paris, par Georges Michel

De 1790 à 1860, le quai de Bercy était situé sur le territoire de l'ancienne commune de Bercy y compris la partie actuellement à Charenton.
Le quai longeait jusqu'en 1861 le vaste parc du château de Bercy, approximativement de l'emplacement de la gare de la Rapée à Paris à la rue du Port aux lions à Charenton.
À la fin du  XVIIIe siècle et au début du XIXe siècle, des barriques de vins sont entreposées à proximité de la barrière de la Rapée à l'extérieur de l'enceinte fiscale ce qui est le début de l'activité de négoce des vins qui se développe jusqu'à la suppression des entrepôts de Bercy en 1988. Des guinguettes s'établissent à la même époque, le restaurant le Rocher de Cancale étant le plus réputé.
Plus en amont en bordure de l'enceinte fortifiée, des entrepôts et du quai, la gare de La Rapée est établie en 1852 sur une partie du parc du château de Bercy acquise par la Compagnie du chemin de fer de Paris à Lyon.
Les berges de la rivière sont rattachées au domaine public jusqu'au pied des maisons bordant le quai en 1858. La requête des propriétaires des immeubles qui considéraient que ces terrains  leur appartenaient dans le prolongement des anciens jardins des maisons de plaisance de Bercy est rejetée par le Conseil d'État.
En 1860, le territoire de la commune de Bercy est partagé entre la ville de Paris du boulevard de Bercy à l'enceinte de Thiers et la commune de Charenton de l'extrémité extérieure de cette fortification à la rue de l'Arcade.
La zone non aedificandi bordant l'enceinte (approximativement du boulevard Poniatowski jusqu'à l'actuelle rue Escoffier) est comprise dans la commune de Charenton.
La partie subsistante du parc de Bercy à Charenton après  son morcellement  en 1842 par l'enceinte de Thiers et l'acquisition de terrains pour la gare de la Rapée est vendue en 1861. Des entrepôts de vins sont établis à partir de la fin des années 1860 à l'emplacement de l'ancien parc au bord du quai à Charenton, le plus important étant celui de la société Viniprix.

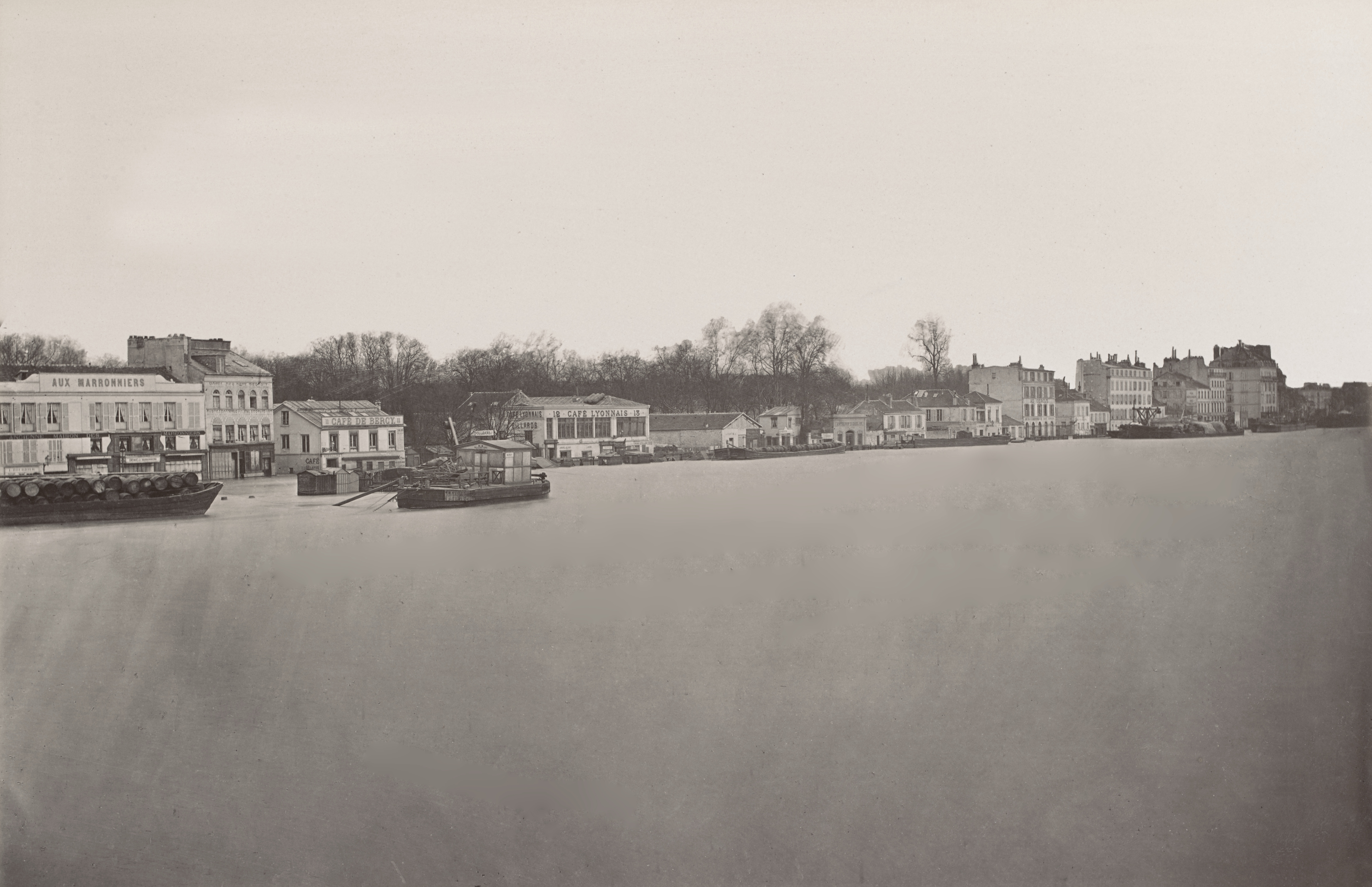
Inondation de 1876 avant démolition des maisons bordant le quai

Le quai est submergé par une inondation en 1876 ce qui amène la Ville de Paris à décider la réalisation d'un projet resté en suspens d'acquisition et de reconstruction des entrepôts.
En 1877, l'ensemble des maisons qui bordaient la berge à Paris est détruit ainsi que le Pâté Pâris et le Petit château de Bercy  pour étendre les chais jusqu'en bordure du  quai régularisé et rehaussé à cette date pour éviter les inondations. Deux bâtiments, dont l'un en forme de pagode sont construits de part et d'autre de la rue de Dijon (actuelle rue Joseph Kessel) à son accès au pont de Tolbiac.
Le domaine des entrepôts est étendu en amont jusqu'en bordure de la gare de la Rapée englobant les terrains de l'ancien parc de Pâté Pâris (emplacement entre l'actuelle avenue des Terroirs de France et la gare de la Rapée) où une caserne de cavalerie établie en 1825 est démolie.
Ce domaine qui surplombe le quai est entouré d'une grille. Des caves dont les entrées sont sur le quai sont construites sous les entrepôts.
La ligne de tramway 13 Louvre-Charenton parcourt le quai de 1818 à 1931.
Le quai et les entrepôts sont encore submergés en 1910.
Le tronçon qui longeait la zone non aedificandi (emplacement de l'actuel échangeur) est rattaché à Paris par décret du 18 avril 1929.

Quai de Bercy sur plans anciens
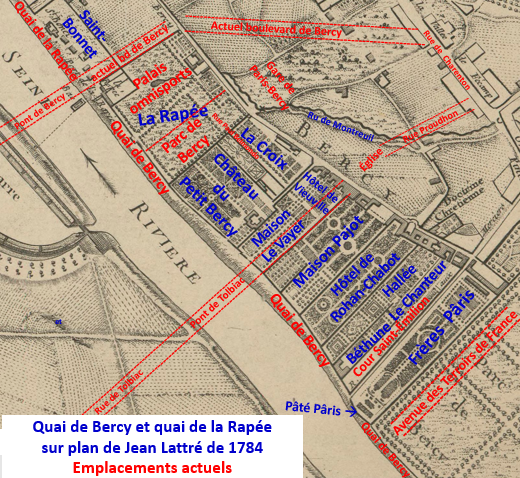
Quai de Bercy sur plan de 1784
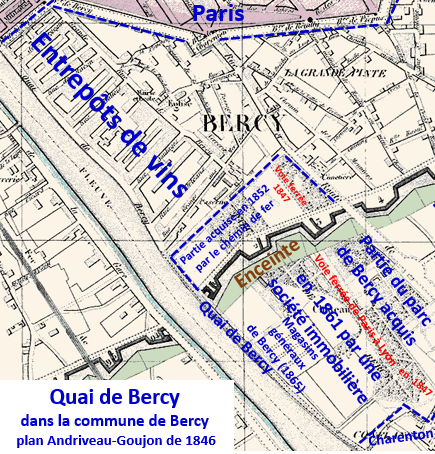
Quai de Bercy en 1846
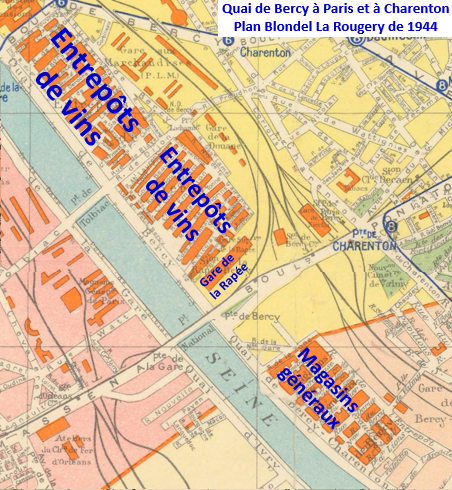
Quai de Bercy en 1944

## Les transformations des années 1960 et 1970
Dans sa partie à Paris, le quai qui était auparavant une voie arborée est élargi au cours des années 1960 avec suppression d'une partie des arbres pour réaliser un axe de circulation de transit faisant partie de la Voie Georges-Pompidou en surplomb du quai bas devenu après la disparition des chargements de tonneaux, un espace piétonnier et d'accès aux péniches.
L'échangeur de l'autoroute A 4 construit en 1970 interrompt la continuité du quai divisé en deux segments, celui en aval sur le territoire de la ville de Paris qui fait partie de la Voie Georges Pompidou entre le pont de Bercy et l'entrée de l'échangeur   et celui en amont à Charenton s'étendant de Bercy 2 à la rue de l'Arcade.
À Charenton, l'autoroute construite sur la plus grande partie de la largeur du quai sépare sa partie subsistante côté ville du quai de Charenton au bord de la Seine dont l'accès est limité aux piétons, aux cyclistes et aux véhicules de service des Voies navigables de France.
Le Centre Commercial Bercy 2 et des immeubles de bureaux sont construits dans les années 1980 à l'emplacement des anciens magasins généraux de Charenton.
Sur la partie parisienne du quai, les entrepôts de vins qui le longeaient sont remplacés par le palais omnisports de Bercy au départ du boulevard de Bercy puis par le parc de Bercy aménagé à la fin des années 1980 jusqu'à la Cour Saint-Émilion. Celle-ci est réalisée à la fin du XXe siècle puis Bercy Village, le musée des arts forains sur la partie la plus en amont des anciens entrepôts jusqu'à la gare de la Rapée abandonnée au service ferroviaire, utilisée par diverses entreprises principalement artisanales.

## Piste cyclable
Le quai de Bercy est longé, sur le côté fleuve, par une piste cyclable bidirectionnelle qui se prolonge en aval quai de la Rapée, en amont quai de Charenton, faisant ainsi partie d'itinéraires de Paris aux bords de Marne et aux bords de Seine amont (parcours EuroVelo 3).

## Bâtiments remarquables et lieux de mémoire
- Au début du quai : le bastion no 1, un des rares éléments toujours existants de l'enceinte de Thiers.
- Centre commercial Bercy 2.
- Numéro 10 à Charenton : Maison en briques ancien siège des établissements Couturié.